# Laomedeja (luna)
Laomedeja (grško Λαομέδεια: Laomedeia) je Neptunov progradni nepravilni satelit.

## Odkritje in imenovanje
Luno Laomedejo je odkril M.Holman s sodelavci 13. avgusta 2002
.
Takrat je dobila začasno ime S/2002 N 3. 
Uradno ime je dobila 3. februarja 2007 po eni izmed Nereid iz grške mitologije. 

## Lastnosti
Luna Laomedeja ima okoli 42 km v premeru (če pri izračunu upoštevamo albedo 0,04
),
okoli Neptuna kroži na razdalji okoli 23,57 Gm.